# Nepytia
Nepytia là một chi bướm đêm thuộc họ Geometridae.

## Các loài tiêu biểu
- Nepytia canosaria - False Hemlock Looper
- Nepytia freemani - Western False Hemlock Looper
- Nepytia pellucidaria - False Pine Looper